# Oeoniella
Oeoniella Schltr., 1918 è un genere di piante della famiglia delle Orchidacee, endemico del Madagascar e delle isole Mascarene.

## Tassonomia
Comprende solo due specie:
- Oeoniella aphrodite (Balf.f. & S.Moore) Schltr., 1918
- Oeoniella polystachys (Thouars) Schltr., 1918